# Eschrion (agronome)
Pour les articles homonymes, voir Eschrion.
Eschrion (en grec ancien Αἰσχρίων / Aiskhríôn) est un agronome grec d'époque hellénistique ; on peut situer son activité entre la fin du IVe siècle av. J.-C. et le début du Ier siècle av. J.-C.

## Notice biographique
Vraisemblablement postérieur à Aristote, très peu de choses sont connues de cet auteur, déjà obscur aux auteurs qui le citent, notamment les agronomes latins Varron, Pline l'Ancien et Columelle dans des listes d'auteurs ayant traités d’agriculture, sans plus de précision. 